# 1602 w polityce

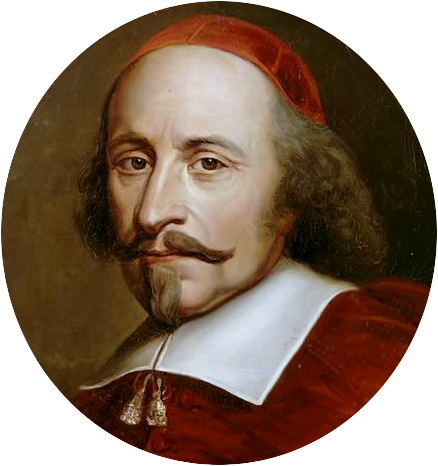
Jules Mazarin

Wydarzenia polityczne w 1602 roku.

## Urodzili się
- Giulio Raimondo Mazzarini, znany jako Jules Mazarin, francuski kardynał i premier[1][2].

## Zmarli
- Jadwiga Hohenzollern, córka Jadwigi Jagiellonki, wnuczka Zygmunta I Starego i siostrzenica Zygmunta II Augusta[3].